# Гуляевские Кошки
Гуляевские Кошки — группа из девяти низменных некрупных островов, принадлежащих Ненецкому автономному округу. Расположены на юго-востоке Баренцева моря, к востоку от мыса Русский Заворот, который ограждает с севера Печорскую губу. Кроме Печоры, рядом расположена река Чёрная. Гуляевские Кошки отделяют Баренцево море от Печорской губы.

## Этимология
Название островов Гуляевские Кошки происходит от поморского слова «кошка», которое означает «песчаная мель».